# Buzluq
Buzluq (armeniska: Բուզլուխ, Buzlukh) är en ort i Azerbajdzjan.   Den ligger i distriktet Goranboj, i den centrala delen av landet, 290 km väster om huvudstaden Baku. Buzluq ligger 1 319 meter över havet och antalet invånare är 315.
Terrängen runt Buzluq är bergig. Runt Buzluq är det ganska glesbefolkat, med 43 invånare per kvadratkilometer.. Närmaste större samhälle är Chaykend, 8,6 km nordväst om Buzluq. 
Trakten runt Buzluq består till största delen av jordbruksmark.